# Stromiec Podlesie (gromada)
Stromiec Podlesie (alt. Stromiec-Podlesie) – dawna gromada, czyli najmniejsza jednostka podziału terytorialnego Polskiej Rzeczypospolitej Ludowej w latach 1954–1972.
Gromady, z gromadzkimi radami narodowymi (GRN) jako organami władzy najniższego stopnia na wsi, funkcjonowały od reformy reorganizującej administrację wiejską przeprowadzonej jesienią 1954 do momentu ich zniesienia z dniem 1 stycznia 1973, tym samym wypierając organizację gminną w latach 1954–1972.
Gromadę Stromiec Podlesie siedzibą GRN w Stromcu Podlesiu (w obecnym brzmieniu Podlesie Duże) utworzono – jako jedną z 8759 gromad na obszarze Polski – w powiecie radomskim w woj. kieleckim, na mocy uchwały nr 13i/54 WRN w Kielcach z dnia 29 września 1954. W skład jednostki weszły obszary dotychczasowych gromad Stromiec Podlesie, Ksawerów Nowy i Ksawerów Stary ze zniesionej gminy Stromiec w tymże powiecie. Dla gromady ustalono 14 członków gromadzkiej rady narodowej.
1 stycznia 1956 gromada weszła w skład nowo utworzonego powiatu białobrzeskiego w tymże województwie.
31 grudnia 1961 gromadę zniesiono, a jej obszar włączono do gromad Dobieszyn (wieś Grabowy Las, kolonie Stromiec Podlesie i Ksawerowska Wola oraz stację kolejową Dobieszyn) i Stromiec (wsie Ksawerów Nowy i Ksawerów Stary) w tymże powiecie.